# Rokugō (Klan)

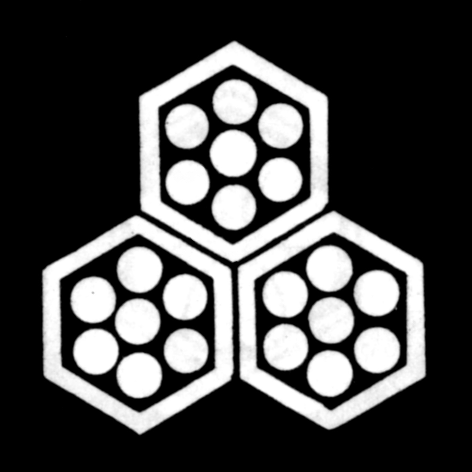
Wappen der Rokugō (Rokugō-Schildkrötenpanzer)

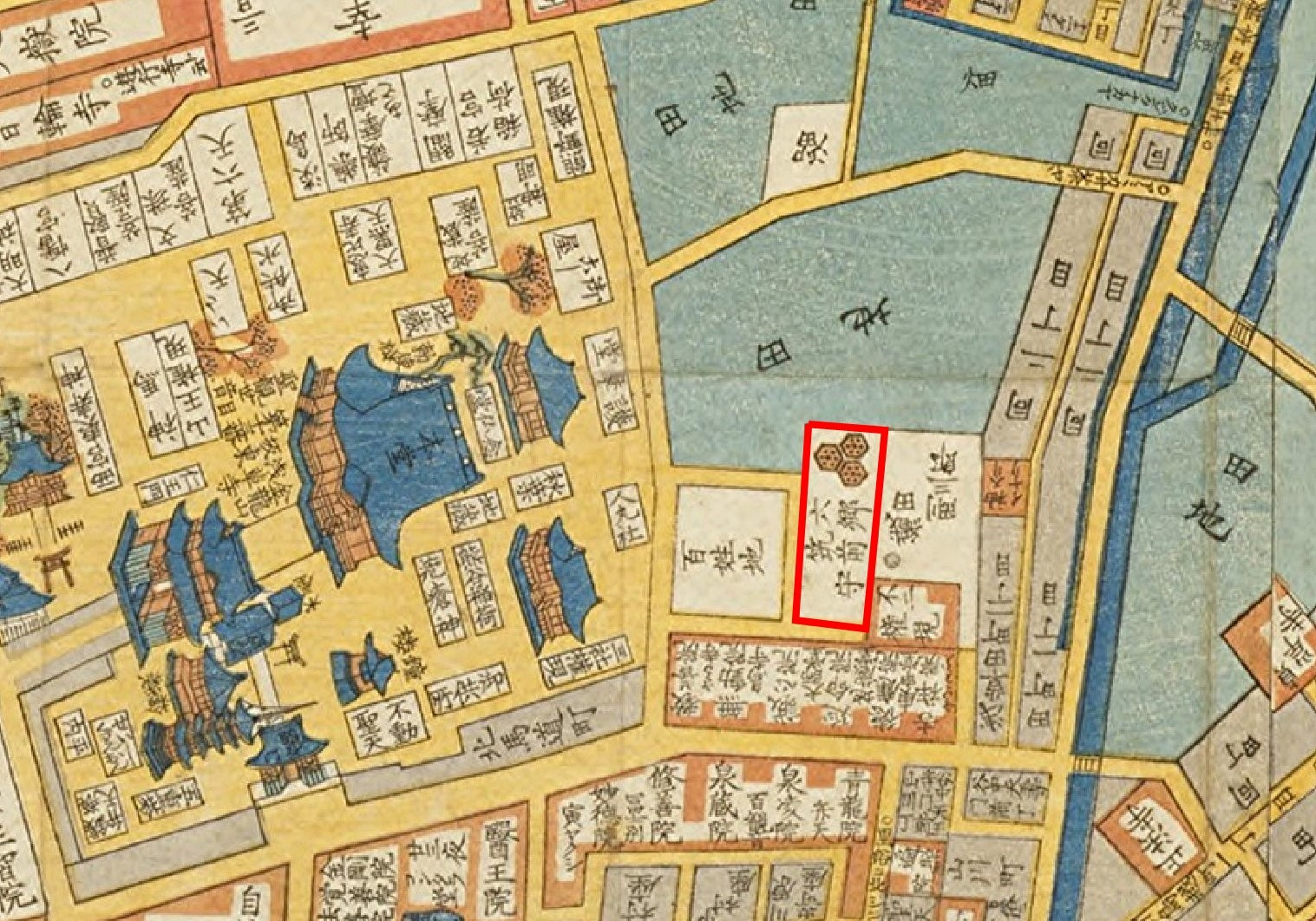
Residenz Rokugō in Edo (nördlich des Asakusa-dera)

Die Rokugō (jap. 六郷氏, Rokugō-shi)  waren eine Familie des japanischen Schwertadels (Buke), die sich von den Fujiwara ableitete. Mit einem Einkommen von 20.000 Koku gehörten die in Yurihonjō (Präfektur Akita) residierenden Rokugō zu den kleineren Tozama-Daimyō der Edo-Zeit.

## Genealogie
- Masanori (政乗; 1576–1634), Michiyukis Sohn, besaß die Domäne Rokugō[Anm. 1] im Kreis Semboku (Provinz Dewa) und diente zunächst, wie seine Vorfahren, den Onodera[Anm. 2]. 1588 beteiligte er sich an dem Feldzug seines Herren Onodera Yoshimichi gegen Akita Sanesue und wurde geschlagen. Nach dem Fall der Onodera schloss er sich Toyotomi Hideyoshi an, der ihn 1602 zum Daimyō ernannte und ihm die Domäne Fuchū (Hitachi)[Anm. 3] mit 10.000 Koku gab. 1623 wurde er nach Honjō[Anm. 4] (Dewa) mit 20.000 Koku versetzt, wo er und seine Nachkommen bis 1868 residierten. Danach Vizegraf.